# Cipancar (Leles)
Cipancar is een bestuurslaag in het regentschap Garut van de provincie West-Java, Indonesië. Cipancar telt 5097 inwoners (volkstelling 2010).